# Фабри, Эмиль
Эми́ль Бартелеми́ Фабри́ (фр. Émile Fabry ; 31 декабря 1865, Вервье — 27 февраля 1966, Волюве-Сен-Пьер) — бельгийский художник-символист.

## Биография
Первоначально Э. Фабри был учеником в ателье художника Ж.-Ф. Портеля. Находился под творческим влиянием живописи Микеланджело, Энгра, Пюви де Шаванна.
Э. Фабри известен в первую очередь как автор полотен аллегорического, иногда пугающего содержания. В 1892 году он создаёт совместно с художниками Жаном Дельвилем и Ксавье Меллери группу «Круг чистого искусства». В 1893 и в 1895 годах Фабри выставляет свои работы в парижском «Салоне Роза+Крест». С 1900 года преподавал в брюссельской Королевской академии изящных искусств классическое искусство и природу до 1939 года. Выполнял многочисленные заказы на фресковую живопись в государственных, общественных и частных зданиях (среди прочего — в Театре Ла Монне, ратушах Сен-Жилля, Волюве-Сен-Пьера, Лакена и др.).

## Ранние годы и образование
Фабри родился в Брюсселе в 1865 году. Он учился в Королевской академии изящных искусств в Брюсселе и испытал влияние символизма и постимпрессионизма. Поездки, особенно в Париж, познакомили его с работами Гогена, Ван Гога и Тулуз-Лотрека.

## Художественное развитие и стиль
На ранние работы Фабри оказал влияние символизм, для поздних характерны приемы и цветовые палитры постимпрессионизма. Он фокусировался на игре света и цвета, динамике между объектом и средой. В пейзажах изображал сельские сцены, изучал взаимодействие света и тени, писал портреты и натюрморты.

## Темы и значение
Работы Фабри отличаются эмоциональным резонансом, исследуют темы одиночества, самоанализа и природы. Символистские работы отражают интерес к духовным аспектам, поздние – к красоте природы и меняющемуся свету. Вклад Фабри в постимпрессионизм заключается в передаче атмосферы через цвет и свет.

## Достижения и влияние
Фабри получил признание в Бельгии и за рубежом, выставлялся в различных салонах и входил в Общество изящных искусств Брюсселя. Его исследования света и цвета оказали влияние на художников 20 века и помогли определить бельгийскую художественную сцену.

## Наследие
Наследие Фабри – эмоциональная глубина и техническое мастерство. Его работы находятся в музеях и частных коллекциях.